# The Stadium
The Stadium (englisch für Das Stadion) ist ein nach Osten geöffneter, ansonsten von drei Bergen eingefasster und vom Stadium Glacier besetzter Bergkessel auf Elephant Island im Archipel der Südlichen Shetlandinseln. Er liegt 1,5 km nördlich des Walker Point und unmittelbar westlich der Stadium Bay.
Teilnehmer der British Joint Services Expedition (1970–1971) kartierten ihn. Das UK Antarctic Place-Names Committee nahm am 3. November 1971 die deskriptive Benennung vor.